# أنا طريد العدالة ومن سلسلة عصابات (فلم)
أنا طريد العدالة ومن سلسلة عصابات (بالإنجليزية: I Am a Fugitive from a Chain Gang) هو فيلم دراما تم إنتاجه في الولايات المتحدة وصدر في سنة 1932.

## بطولة
- بول ميوني

### ترشيحات وجوائز
| السنة | الحدث  | الفئة     | النتيجة |
| ----- | ------ | --------- | ------- |
|       | أوسكار | أفضل فيلم | ترشـيـح |

## وصلات خارجية
- مقالات تستعمل روابط فنية بلا صلة مع ويكي بيانات